# Palaeomolis illustrata
Palaeomolis illustrata là một loài bướm đêm thuộc phân họ Arctiinae, họ Erebidae.